# Enzo Battaglia
Pour les articles homonymes, voir Battaglia.
Enzo Battaglia, né le 28 octobre 1935 à Raguse (Sicile) et mort le 20 juin 1987 à Catane (Sicile), est un réalisateur et scénariste italien.

## Biographie
Après avoir obtenu son diplôme du Centro sperimentale di cinematografia, il devient pendant quelques années l'assistant des réalisateurs Pietro Germi et Francesco Rosi sur des films tels que Divorce à l'italienne ; il fait ses débuts de réalisateur en 1963 en réalisant le long métrage Gli arcangeli, suivi d'un documentaire sur le footballeur Omar Sívori, Idoli controluce,, qui n'a cependant pas eu beaucoup de succès.
De 1963 à 1975, il réalise sept films dont un, Happy End nero, tourné en même temps que Fermi tutti! È una rapina, est resté inédit jusqu'en 2009,. Il a également scénarisé des films réalisés par d'autres, comme Les Plaisirs dangereux (1965) réalisé par Duccio Tessari, qui a été saisi pour obscénité et qui lui a valu une mise en examen conjointe avec le réalisateur, le scénariste Lorenzo Gicca Palli et le producteur Sergio Sabini ; ils ont tous été condamnés en première instance mais ensuite acquittés en appel.
En 2009, le Festival du film de Costaiblea à Raguse a organisé une rétrospective intitulée Hommage à Enzo Battaglia.

## Filmographie

### Réalisateur
- 1960 : Le mani tese — court-métrage
- 1961 : Che farai quest'estate? — moyen-métrage
- 1963 : Battaglie di carta — court-métrage
- 1963 : La Vie provisoire (La vita provvisoria), premier segment
- 1963 : Gli arcangeli
- 1965 : Idoli controluce
- 1967 : Play Boy (it)
- 1969 : Alexandra, aime ma femme et aimez-moi (Addio, Alexandra)
- 1974 : Happy End nero
- 1975 : Fermi tutti! È una rapina (it)